# (58434) 1996 FQ18
(58434) 1996 FQ18 es un asteroide perteneciente al cinturón de asteroides, descubierto el 23 de marzo de 1996 por el equipo del Near Earth Asteroid Tracking desde el Observatorio Palomar, California, Estados Unidos.

## Designación y nombre
Designado provisionalmente como 1996 FQ18.

## Características orbitales
1996 FQ18 está situado a una distancia media del Sol de 2,291 ua, pudiendo alejarse hasta 2,610 ua y acercarse hasta 1,972 ua. Su excentricidad es 0,139 y la inclinación orbital 3,614 grados. Emplea 1266,64 días en completar una órbita alrededor del Sol.

## Características físicas
La magnitud absoluta de 1996 FQ18 es 15,86. Tiene 1,905 km de diámetro y su albedo se estima en 0,185.